# بلال مؤذن الرسول (فلم)
بلال مؤذن الرسول هو فيلم مصري إنتاج عام 1953 بطولة يحيى شاهين وماجدة ومن إخراج أحمد الطوخى، تدور احداث الفيم حول نشأة وسيرة بلال بن رباح الذي يقوم بدوره (يحيى شاهين)

## قصة الفيلم
بلال بن رباح كان والده رباح عبدا حبشيا مملوكا لخلف بن أمية الذي أعتقه وولاه على تجارته إلى الشام، وقد تزوج رباح من الحبشية حمامة المملوكة أيضا لخلف بن أمية، وفي مضارب بنى أمية بالقرب من مكة، ولد بلال الذي أشفق عليه رباح من أن يصبح عبدا مملوكا للغير، فأراد أن يكتم انفاسه يوم مولده، ولكن زوجته حمامة منعته، ويكبر بلال ويصير صبيا، وعلم خلف بوجوده فضمه إلى عبيده، ونشأ بلال عبدا يسعى للخروج في تجارة سيده خلف إلى الشام، ولكن خلف كان يرى انه مازال صغيرا، حتى ماتت امه حمامه، وإفتقدها بلال ورحل مع والده رباح إلى مكة مع سيدهم خلف، وسأل الآلهة ان تعيد له أمه، ولكن الأله لم تستجب لرجاءه، وسرعان مالحق بها والده رباح، ليصبح بلال يتيم الأبوين، ثم كبر في كنف مولاه خلف، ليصبح في مصاف الرجال، وولاه خلف على تجارته إلى الشام، ومن بعده ولاه إبنه أمية على تجارته، التي كانت دائما ماتحقق الأرباح، بفضل اجتهاد بلال، الذي تقابل في الشام مع الفضل الدمشقي الذي اخبره بقرب مولد نبى جديد بمكة، يدعوا لعبادة الواحد القهار، والمساواة بين جميع البشر، ويقضى على آلة العرب من الأوثان، وكان الفضل صديقا لأبا بكر بن قحافه، فصحب بلال إلى مكة لإستطلاع أمر النبى الجديد من صديقه، وقد اخبره أبو بكر بمبعث النبى الجديد، وأخبره انه محمد بن عبد الله بن عبد المطلب، المعروف في مكة بالصادق الأمين، وصحب الفضل بلال إلى أبو بكر ليسمع منه، ثم يصحبه إلى رسول الله ليعلن إسلامه. وما أن علم أمية بن خلف بخروج بلال من كنف آلهتهم، حتى قيده وعذبه عذابا شديدا ليعود عن عبادة إله محمد، إلى عبادة الأصنام، ولكن بلال أبى التخلى عن الواحد القهار وتحمل العذاب راضيا، حتى بعث أبو بكر بالمال مع الفضل لشراء بلال من سيده أمية، ثم أعتقه، ليكون مرافقا لرسول الله وفي خدمته. فلما زاد أذى قريش للمسلمين، أمره الرسول بالهجرة إلى يثرِب، حتى يلحق به رسول الله، وفي المدينة بعد وصول رسول الله وبناء أول مسجد للمسلمين، أصبح بلال هو أول من رفع الآذان لدعوة الناس للصلاة، ولذلك سمى مؤذن الرسول، لأنه كان مكلف بدعوة الناس كلما أراد الرسول اجتماعهم لأمر ما، وقد صاحب بلال رسول الله في كل غزواته، ورافق الرسول في السراء والضراء، وبعد فتح مكة واستتباب الامر للمسلمين، شعر بلال بحاجته لمن تؤنث وحدته، وفي أحد سفرياته إلى اليمن، سمع عن هند الخولانية ابنة أحد إشراف اليمن، فذهب إلى والدها ليخطبها منه، فرحب به زوجا لإبنته، وصحبها بلال إلى يثرِب، لينعم معها بحياة قانعة بجوار رسول الله، حتى اشتد المرض على رسول الله، واقترب موعد رحيله للرفيق الأعلى، فلم يتحمل بلال العيش بمدينه رسول الله، وهو غير موجود بها، فقرر عدم إقامة الآذان بصوته بعد رحيل رسول الله، واصطحب زوجته هند، ورحل إلى الشام ليجاهد في سبيل الله، وأقام لدى صديقه الفضل، غير انه لم يتحمل البعاد عن يثرِب التي بها قبر رسول الله، فكان يزورها بين كل حين، حتى وافته المنية بدمشق ودفن بها.

## ممثلون
| - يحيى شاهين: بلال بن رباح - ماجدة: هند الخولانية - حسين رياض: الفضل الدمشقي - محمود المليجي: أمية بن خلف - لولا عبده: راقصة | - صلاح وهبي: بلال صبيا - عدلي كاسب: أبو جهل - محمد الطوخي: العراف الدمشقي - مطاوع عويس - فؤاد الطوخي | - كوثر شفيق - إبراهيم الشامي: والد هند - محمد عثمان: خلف بن أمية - سناء جميل: زوجة المرابي اليهودي - حسن البارودي: العراف المكي | - شفيق نور الدين: المرابي اليهودي - عزيزة حلمي: حمامة أم بلال - فؤاد الرشيدي: رباح والد بلال - رياض القصبجي: خادم الآله |

## روابط خارجية
- مقالات تستعمل روابط فنية بلا صلة مع ويكي بيانات